# Live at Sin-é
Albums de Jeff Buckley
Grace
(1994)
Live at Sin-é est un EP live de Jeff Buckley. L'EP, constitué de quatre chansons, a été le premier enregistrement commercial de Buckley. Il est sorti en novembre 1993 sur Columbia Records. Le EP consiste en la captation live de Jeff Buckley, qui s'accompagne simplement du son clair d'une Fender Telecaster dans un amplificateur à réverbération, dans le café Sin-é  situé dans l' East Village de New York, le quartier où il s'était installé. Une version augmentée de nombreux titres a été publiée en 2003 sous le nom de Live at Sin-é: (Legacy Edition),.
Sin-é (prononcé shin-ay ) est une expression gaélique irlandaise pour signifier "c'est ça".

## Liste des pistes
1. "Mojo Pin" (Jeff Buckley, Gary Lucas) – 5:52
2. "Eternal Life" (Jeff Buckley) – 5:43
3. "Je n'en connais pas la fin (I Don't Know the End of It)" (Raymond Asso, Marguerite Monnot) – 5:00
4. "The Way Young Lovers Do" (Van Morrison) – 10:02

## Legacy Edition Track listing
Toutes les chansons sont écrites et composées par Jeff Buckley, sauf mention contraire.
| Disc one | Disc one                                      | Disc one | Disc one | Disc one | Disc one | Disc one | Disc one | Disc one | Disc one |
| No       | Titre                                         | Durée    |          |          |          |          |          |          |          |
| -------- | --------------------------------------------- | -------- | -------- | -------- | -------- | -------- | -------- | -------- | -------- |
| 1.       | Be Your Husband                               | 4:55     |          |          |          |          |          |          |          |
| 2.       | Lover, You Should've Come Over                | 9:25     |          |          |          |          |          |          |          |
| 3.       | Mojo Pin                                      | 5:37     |          |          |          |          |          |          |          |
| 4.       | Monologue - Duane Eddy, Songs For Lovers      | 1:18     |          |          |          |          |          |          |          |
| 5.       | Grace                                         | 6:49     |          |          |          |          |          |          |          |
| 6.       | Monologue - Reverb, The Doors                 | 1:40     |          |          |          |          |          |          |          |
| 7.       | Strange Fruit                                 | 7:43     |          |          |          |          |          |          |          |
| 8.       | Night Flight                                  | 6:40     |          |          |          |          |          |          |          |
| 9.       | If You Knew                                   | 4:28     |          |          |          |          |          |          |          |
| 10.      | Monologue - Fabulous Time For A Guinness      | 0:40     |          |          |          |          |          |          |          |
| 11.      | Unforgiven (Last Goodbye)                     | 5:36     |          |          |          |          |          |          |          |
| 12.      | The Twelfth Of Never                          | 3:35     |          |          |          |          |          |          |          |
| 13.      | Monologue - Café Days                         | 0:15     |          |          |          |          |          |          |          |
| 14.      | Monologue - Eternal LIfe                      | 0:36     |          |          |          |          |          |          |          |
| 15.      | Eternal Life                                  | 5:50     |          |          |          |          |          |          |          |
| 16.      | Just Like a Woman                             | 7:26     |          |          |          |          |          |          |          |
| 17.      | Monologue - False Start, Apology, Miles Davis | 1:03     |          |          |          |          |          |          |          |
| 18.      | Calling You                                   | 5:49     |          |          |          |          |          |          |          |
| 79:25    |                                               |          |          |          |          |          |          |          |          |

| 77:35 |

| No | Titre | Durée |
| -- | ----- | ----- |